# Artaxerxes III
Artaxerxes III Ochos, död cirka 337 f.Kr., var storkonung av Persien mellan 358-337 f.Kr. Han var son till kung Artaxerxes II och Stateira I och far till Parysatis II. Han var gift med Atossa och efterträddes av sin son Arses.  

## Biografi
Artaxerxes deltog omkring år 361 f.Kr. i ett fälttåg mot Egypten, och mottog farao Tachos kapitulation. På grund av att satraperna ännu var i uppror är det något oklart när han tillträdde som kung, men det var förmodligen 359 eller 358 f.Kr. Efter att ha tagit makten lät han avrätta sina syskon. 
Han försökte sedan återta förlorade territorier och kväsa uppror i riket. Han besegrade först Cadusii-folket i Atropatene tillsammans med Kodomannos, sedan de upproriska satraperna Artabazos och Orontes i väst, med hjälp av Mentor från Rhodos. Därefter, år 351 f.Kr, bröt uppror ut i Syrien och Palestina, som kvästes av Bagoas och Orophernes. Mellan år 346 och 343 f.Kr. återtogs Egypten, efter 65 år som självständigt land. Persiens förhållande till de grekiska staterna varierade, men han var både vördad och fruktad i Grekland, och på hans tid betygade grekerna perserriket sin vänskap. Han blev giftmördad med de flesta av sina söner av Bagoas.
Synen på honom skiljer sig mycket. Han räknas som en skicklig administratör som återvann Persiens forna storhet, men har även beskrivits som en feg och lättsinnig tyrann. På hans tid skedde flera nybyggen i Persepolis, exempelvis lät han bygga ett nytt palats.

## Galleri

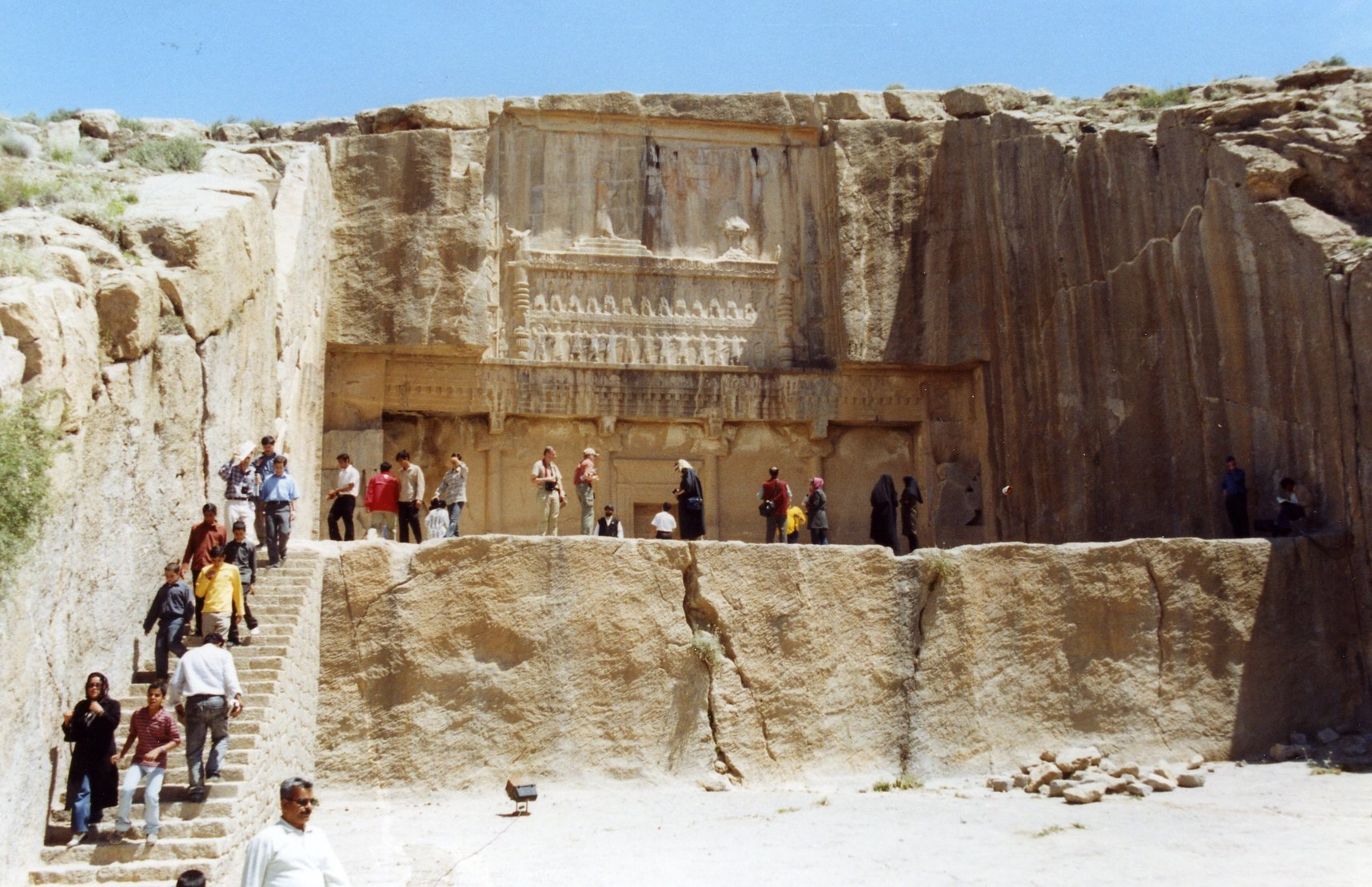
Artaxerxes III:s grav i Persepolis.